# 32号纽约州州道
32号纽约州州道（New York State Route 32，NY 32）是一条南北方向的州级公路，全长176.73英里（284.42公里），经过美国纽约州的哈得遜河谷和首府区。这是一条基本上是全程双车道的地面公路，部分是分隔的并且不是快速道路。该路从哈里曼至奥尔巴尼路段基本上和87號州際公路以及9号美国国道平行，在后续路段有交叉。
32号纽约州道起于位于紐約都會區市郊伍德伯里外围哈里曼的17号纽约州州道，至阿第倫達克山脈南部哈德遜福爾斯东边的196号纽约州州道。其间穿过紐堡、金斯顿、奥尔巴尼、科霍斯和格倫斯福爾斯。在城市范围外，沿路可欣赏哈德逊高地、雄格姆岭、卡茲奇山和与4号美国国道交汇处的哈德遜河。
现在构成这条公路的道路原本是几条私人维护的收費道路的一部分。这几条道路促进了延河谷走廊的定居。这条公路原本是之前58号纽约州州道的一部分，1930年纽约州级公路重编之后成为32号纽约州州道。三条有字母后缀的支线中只有一条保留。